# Joep Truijen
Joep Truijen (Den Dolder, 2 januari 1993) is een Nederlands acteur. Hij is vooral bekend geworden door zijn rol als Lepel in de gelijknamige jeugdfilm en als Milan in de film Milan en de zielen.

## Filmografie
- -  Pietje Bell (2002), als jongetje in tram.
- -  The Horseless Prince (2003), als Pim.
- -  Milan en de Zielen (2004), als Milan.
- -  Lepel (2005), als Lepel (Pelle).

Verder is hij een keer te gast geweest in de Kids Top 20.